# Ван Влит, Ари
Ари Геррит ван Влит (нидерл. Arie Gerrit van Vliet, 18 марта 1916 — 9 июля 2001) — нидерландский велогонщик, олимпийский чемпион и чемпион мира. Велогонщик с одной из самых длинных спортивных карьер в истории.

## Биография
Родился в 1916 году в Вурдене. В 1934 и 1935 годах завоёвывал серебряные медали чемпионата мира среди любителей. В 1936 году стал чемпионом мира среди любителей, а на Олимпийских играх в Берлине завоевал золотую медаль в гите и серебряную — в спринте.
В 1937 году перешёл в профессионалы, и завоевал серебряную медаль чемпионата мира. В 1938 году впервые стал чемпионом мира среди профессионалов.
После Второй мировой войны продолжал активно участвовать в соревнованиях, завоёвывая медали чемпионатов мира вплоть до 1957 года.